# Заповедные территории Финляндии
Заповедные территории Финляндии (фин. Erämaa-alueet, швед. Ödemarksområden) не являются строго охраняемыми заповедниками. Они были созданы в 1991 году для сохранения дикой природы этих мест, культуры саамов и мест их естественного обитания. Всего таких районов 12. Общая площадь земель — 14 890 квадратных километров (5750 кв. миль). Все контролируются главным лесным управлением Финляндии.
- Вятсяри
- Калдоайви
- Кемихаара
- Кясиварси
- Муоткатунтури
- Пайстунтури
- Пьёрисъярви
- Пулью
- Тарвантоваара
- Тунтса
- Хаммастунтури
- Цармитунтури